# Diljá
Diljá Pétursdóttir (islandsko: [ˈtɪljauː ˈpʰjɛːtʏr̥sˌtouhtɪr]), preprosto znan kot Diljá, islandska pevka * 15. december 2001.

## Življenje
Diljá si je zaslovela s sodelovanjem v šovu talentov Ísland Got Talent leta 2015. Leta 2020 se je preselila v Kopenhagen, kjer je študirala fizioterapijo. Januarja 2023 je bilo objavljeno, da je Diljá ena od 10 udeležencev Söngvakeppnin, ki služi kot islandski nacionalni izbor za Pesmi Evrovizije 2023. V finalu 4. marca je s pesmijo »Power« zmagal in postala predstavnica Islandije na tem tekmovanju. Diljá je nastopila v druge polfinalu, kjer je zasedla 11. mesto s 44 točkami, vendar se ni uvrstila v finale.

## Diskografija

### Pesmi
| Naslov                                                                             | Leto | Najvišja uvrstitev na lestvici | Najvišja uvrstitev na lestvici | Album |
| Naslov                                                                             | Leto | ISL                            | LTU                            | Album |
| ---------------------------------------------------------------------------------- | ---- | ------------------------------ | ------------------------------ | ----- |
| »Lifandi inni í mér«                                                               | 2023 | 6                              | —                              |       |
| »Power«                                                                            | 2023 | 1                              | 78                             |       |
| »Crazy«                                                                            | 2023 | 29                             | —                              |       |
| »Say My Name«                                                                      | 2023 | —                              | —                              |       |
| »Einhver«                                                                          | 2024 | —                              | —                              |       |
| »I'll Wait« (skupaj s Fosteii)                                                     | 2024 | —                              | —                              |       |
| »—« označuje singel, ki se ni uvrstil na lestvico ali ni bil izdan na tem ozemlju. |      |                                |                                |       |